# Simon Azoulay
Pour l’article ayant un titre homophone, voir Simon Azoulai.
Pour les articles homonymes, voir Azoulay.
Simon Azoulay, né le 29 mai 1956 à Rabat, capitale du Maroc, est un entrepreneur français. Il est président-directeur général et cofondateur du groupe Alten, multinationale d'ingénierie et de conseil en technologies.

## Biographie

### Formation et débuts
Simon Azoulay est issu d’une famille modeste de sept enfants, dont le père fut poinçonneur à la RATP.
Ingénieur diplômé de Supelec (École supérieure d'électricité), il en sort en 1980.
Il commence sa carrière chez Thomson RCM (division Radars), où il est successivement ingénieur et chef de projet avant de rejoindre en 1986 la multinationale pétrolière Schlumberger.

### Carrière
En 1988, il crée Alten avec deux amis et associés, également ingénieurs : Laurent Schwarz et Thierry Woog.
En 2025, il possédait encore 14,7% des parts du groupe, qui compte en 2024 plus de 57 700 employés et dont le chiffre d'affaires s'élève à 4,143 milliards d'euros.

### Engagements
Simon Azoulay est connu pour ses engagements en faveur du développement durable au sein du groupe.

## Ouvrages
- Simon Azoulay, « Préface », dans Emmanuel Chochoy, La méthode MSMKC : Réinventer la vente à l'ère du chaos numérique, Paris, Economica et l’Éditeur à part, 2025, 250 p. (ISBN 9782494780194)